# Вариант дракона
Вариант дракона — полуоткрытое начало, возникающее в сицилианской защите после ходов:
1. e2-e4 c7-c5 
 2. Kg1-f3 d7-d6 
 3. d2-d4 c5:d4 
 4. Kf3:d4 Kg8-f6 
 5. Kb1-c3 g7-g6. 
Характеризуется фланговым развитием королевского (чернопольного) слона чёрных. Название дано русским шахматистом Ф. И. Дуз-Хотимирским из-за сходства расположения чёрных пешек с созвездием Дракона.
Эту систему применяли и анализировали Л. Паульсен, Лёвенталь, Эм. Ласкер, Мароци, Капабланка, Тартаковер, Алехин, Ботвинник, Решевский, Лилиенталь, Болеславский, Сабо, Смыслов, Геллер, Петросян, Ларсен, Горт, Портиш, Таль, Спасский, Фишер, Карпов, Каспаров.

## История возникновения
Система возникла в середине XIX в. Для того времени подобный план представлял собой настоящую революцию, поскольку в шахматах тогда господствовали открытые начала, а если применялись полуоткрытые или закрытые, то и они развивались по принципу открытой игры (быстрое развитие фигур с прицелом на неприятельского короля). Этим принципам в сицилианской защите больше всего соответствовали планы за чёрных, связанные с развитием слона на диагональ a3-f8. Например: 1. e4 c5 2. Kf3 Kc6 3. d4 cd 4. K:d4 e6 5. Kc3 Cb4 (сицилианская атака) или 1. e4 c5 2. Kf3 e6 3. d4 cd 4. K:d4 Cc5. Так, в частности, начинались все партии матча Морфи — Паульсен (1857), в которых Луи Паульсен играл чёрными.
Возможно, именно неудачи в применении этого плана побудили Паульсена к поискам более надёжных систем развития за чёрных. В Лондонском турнире (1862) он начал партию против Стейница, который играл белыми, следующим образом: 1. e4 c5 2. Kf3 g6. Так появился вариант дракона.

## Варианты
- 6. Cf1-e2 — классический вариант
- 6. Cf1-c4
- 6. Cc1-g5
- 6. f2-f4 — атака Левенфиша
  - 7. …Кb8-c6 8.Кd4:c6 b7:c6 9. e4-e5 Kf6-d7 10.e5:d6 e7:d6 11.Фd1-d4 Kd7-f6
- 6. g2-g3 — встречное фианкетто
- 6. Cc1-e3 Cf8-g7 7. f2-f3 0-0 8. Фd1-d2 Kb8-c6 — атака Раузера
  - 9. 0-0-0
  - 9. g2-g4 Kc6:d4
    - 9. …Cc8:g4!?
    - 9. …Cc8-d7?!

  - 9. Cf1-c4 Kc6:d4
    - 9. …Kf6-d7
    - 9. …Cc8-d7 10 Cc4-b3 Фd8-a5
      - 10. …Лa8-c8 11 0-0-0 Kc6-e5 12 h2-h4
        - 12 Kpc1-b1 Лf8-e8
          - 12. …Ke5-c4
- «Ранний дракон» 1.e4 c5 2.Kf3 Kc6 3.d4 cd 4.K:d4 g6
- «Венгерский вариант» 1.e4 c5 2. Kf3 g6